# Восход

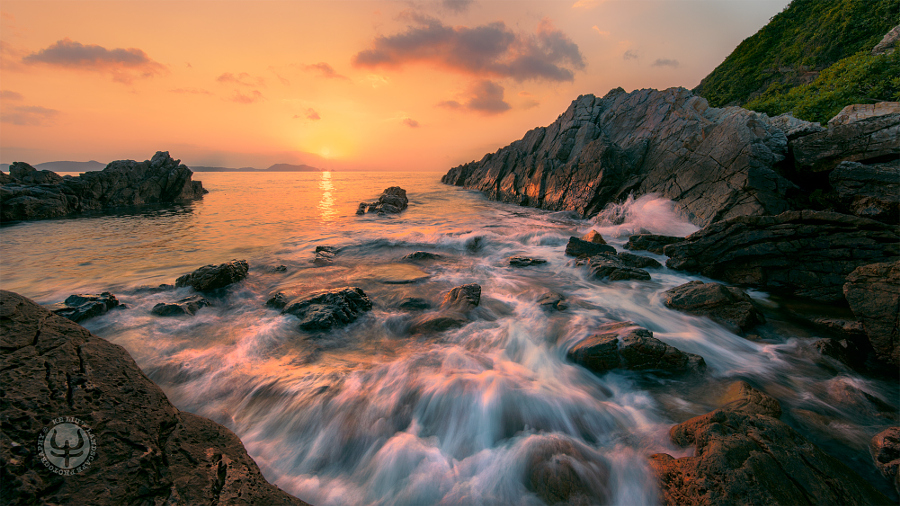
Восход в Шэньчжэне

Восхо́д — появление светила над горизонтом.
Восход Солнца на Земле — момент появления верхнего края солнечного диска над горизонтом. Кроме данного формального определения, понятие «восход» также может быть отнесено ко всему процессу пересечения горизонта видимым диском светила.
Из-за влияния атмосферы восход наблюдают несколько раньше, чем наблюдали бы при отсутствии атмосферы.

## Восход Солнца на Земле

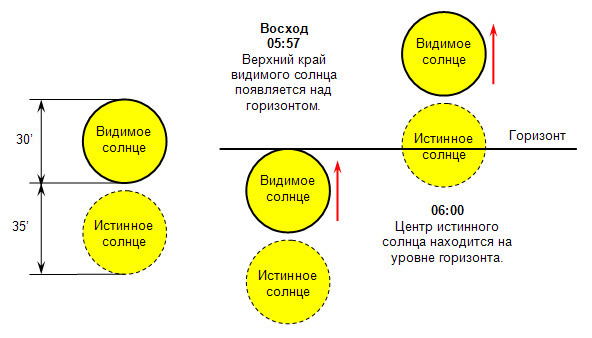
Влияние рефракции на видимое положение Солнца

При наблюдении с Земли угловой диаметр солнечного диска составляет 32 угловые минуты (0,53°, 1/108 рад). Следствием отмеченного факта, а также формального определения восхода как момента появления верхнего края солнечного диска над горизонтом и определения заката как момента пропадания верхнего края солнечного диска за горизонтом является то, что продолжительность дня в дни равноденствия оказывается несколько больше половины солнечных суток.
Существенное влияние на время восхода (и заката) и, соответственно, на продолжительность дня оказывает атмосферная рефракция. Рефракция искривляет путь солнечных лучей в атмосфере Земли, на восходе (и закате) Солнце наблюдается примерно на 35 угловых минут (0,58°) выше, чем наблюдалось бы при отсутствии атмосферы. Поэтому восход для наблюдателя сдвигается на более раннее время (закат — на позднее), световой день за счёт этого удлиняется. На высоких широтах Солнце восходит под острым углом и удлинение дня больше, чем на экваторе. На полюсах переход полярной ночи в полярный день составляет двое суток.
Для наблюдателя на экваторе солнечный диск (от верхнего края до нижнего) поднимается примерно за 2 минуты.

## В художественной литературе
Корейский поэт XVIII века Пак Чивон в небольшой поэме «Из беседки Чхонсок наблюдаю, как рождается Солнце» даёт художественное описание восхода на морском побережье в горах Кымгансан, совмещая реальный и мифологический план, борьбу космических сил с ночным хаосом.
Небо и земля не расчленены, 
Но начинают обретать границы.
Красной чертой
единое делится надвое вдоль
Автор последовательно описывает этапы появления Солнца, каждый из которых — проявление борьбы сил света с силами мрака:
- крохотная красная точка (прыщик на поверхности воды),
- тонкая красная черта,
- зыбкий прямоугольник,
- эллипс,
- круг (колесо повозки).

Почти круглое, но ещё не подобное колесу,
а вытянутое, будто глиняный кувшин,
Оно то появляется, то погружается в воду,
И словно слышится плеск волны о скалу.

## Из Энциклопедического словаря Брокгауза и Ефрона
Для места земной поверхности, северная или южная широта которого равна φ, оба явления имеют место лишь для тех светил, северное или южное склонение которых меньше 90°−φ. Так, например, для Петербурга, широта которого около 60°, восходят и заходят лишь те светила, склонение которых меньше 30°:
- светила, северное склонение которых больше 30°, всегда находятся над горизонтом Петербурга,
- светила, южное склонение которых больше 30°, остаются всегда под горизонтом его.

Звёзды, склонение которых удовлетворяет вышеприведённому условию, восходят и заходят под данной широтой ежедневно в один и тот же момент по звёздному времени, так как прямое восхождение и склонение их, рассматривая небольшие промежутки времени, почти постоянны; не меняется для них также и положение точек горизонта, в которых они восходят и заходят.
Звёздные времена восхода и заката других светил, а также и положение этих точек горизонта для них, изменяются изо дня в день; так, например, точки восхода и заката Солнца весной и летом в северном полушарии, когда склонение Солнца северное, уклоняются к северу от точек востока и запада, осенью же и зимой, когда склонение Солнца южное, уклонение происходит к югу. В дни равноденствия восход Солнца происходит на востоке.
Древние различали гелический, космический и акрониктический восход и закат.
- Если время восхода или заката звезды падало в утренние (или вечерние) сумерки, то восход (или закат) звезды древние называли «гелическим»;
- время восхода (или заката) звезды, совпадавшее с восходом (или закатом) Солнца, они называли «космическим восходом» (или закатом);
- время восхода (или заката) звезды, совпадавшее со временем заката (или восхода) Солнца, — «акрониктическим восходом» (или закатом)[4].

## Ложный восход
Иногда наблюдают ложный восход солнца, демонстрирующий особый вид паргелия, когда ложное изображение солнца поднимается над горизонтом, в то время как само солнце ещё находится под ним.

## Галерея

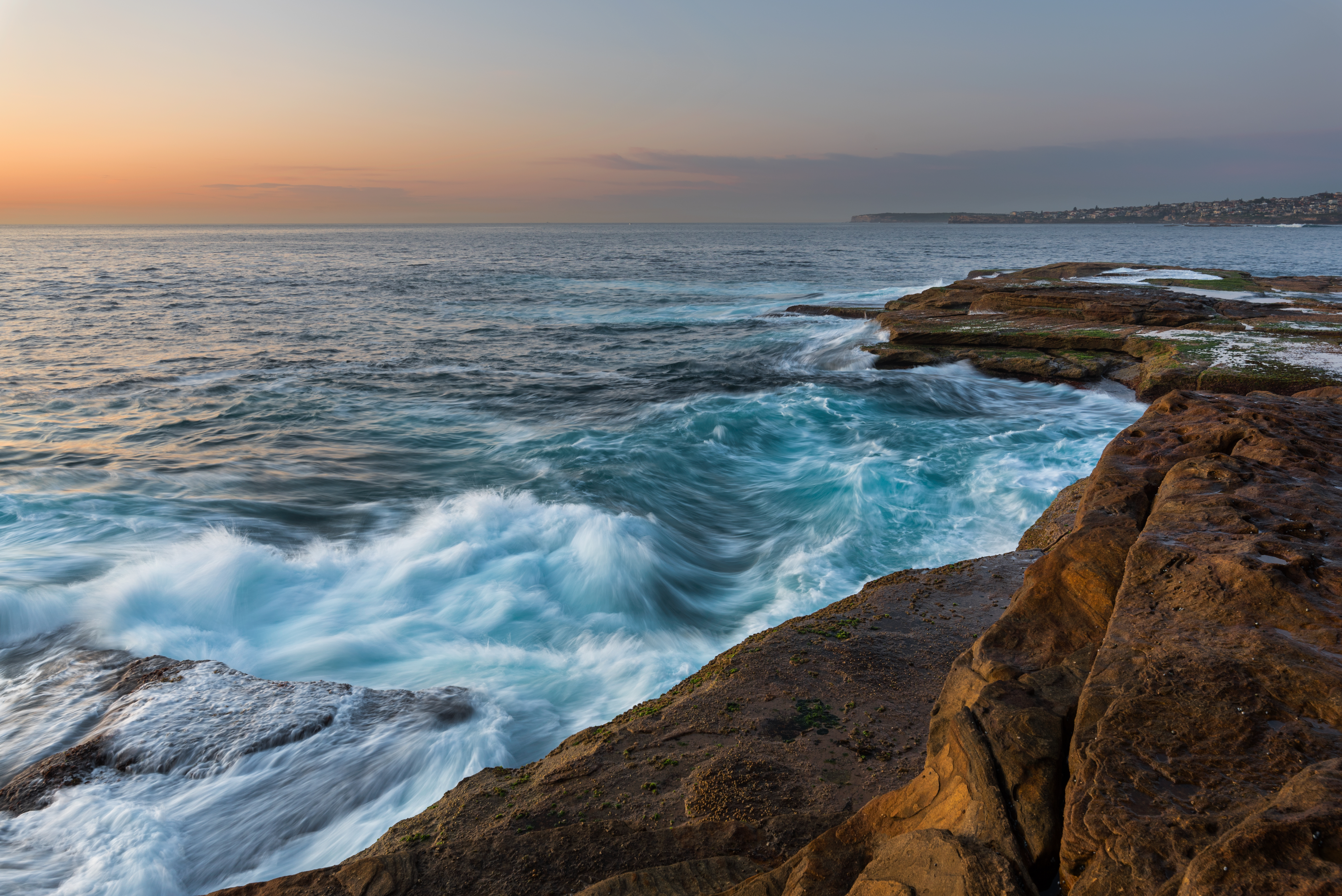
Персиковый восход над морем. Сидней, Австралия
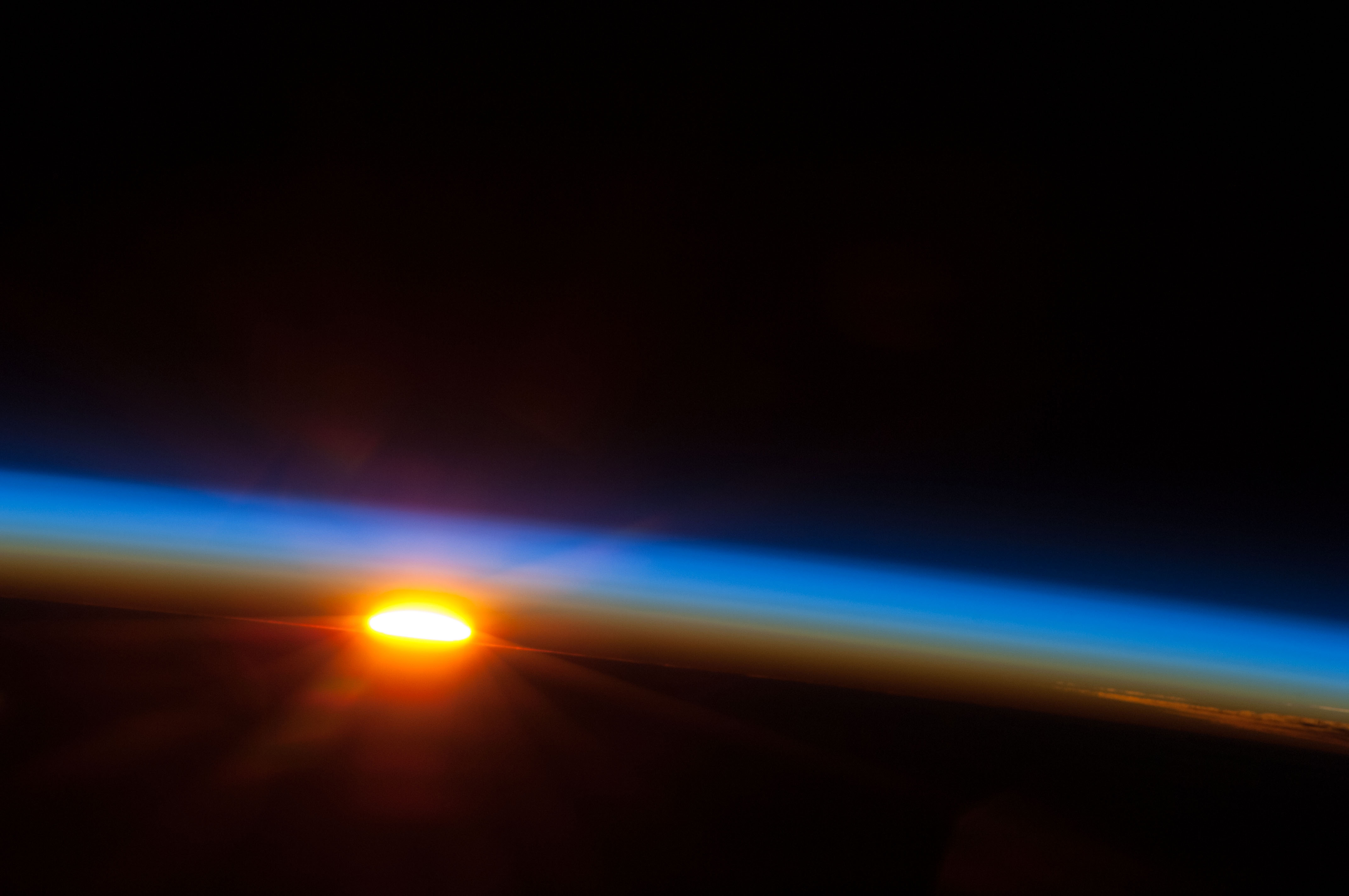
Восход солнца над Тихим океаном. Вид из космоса
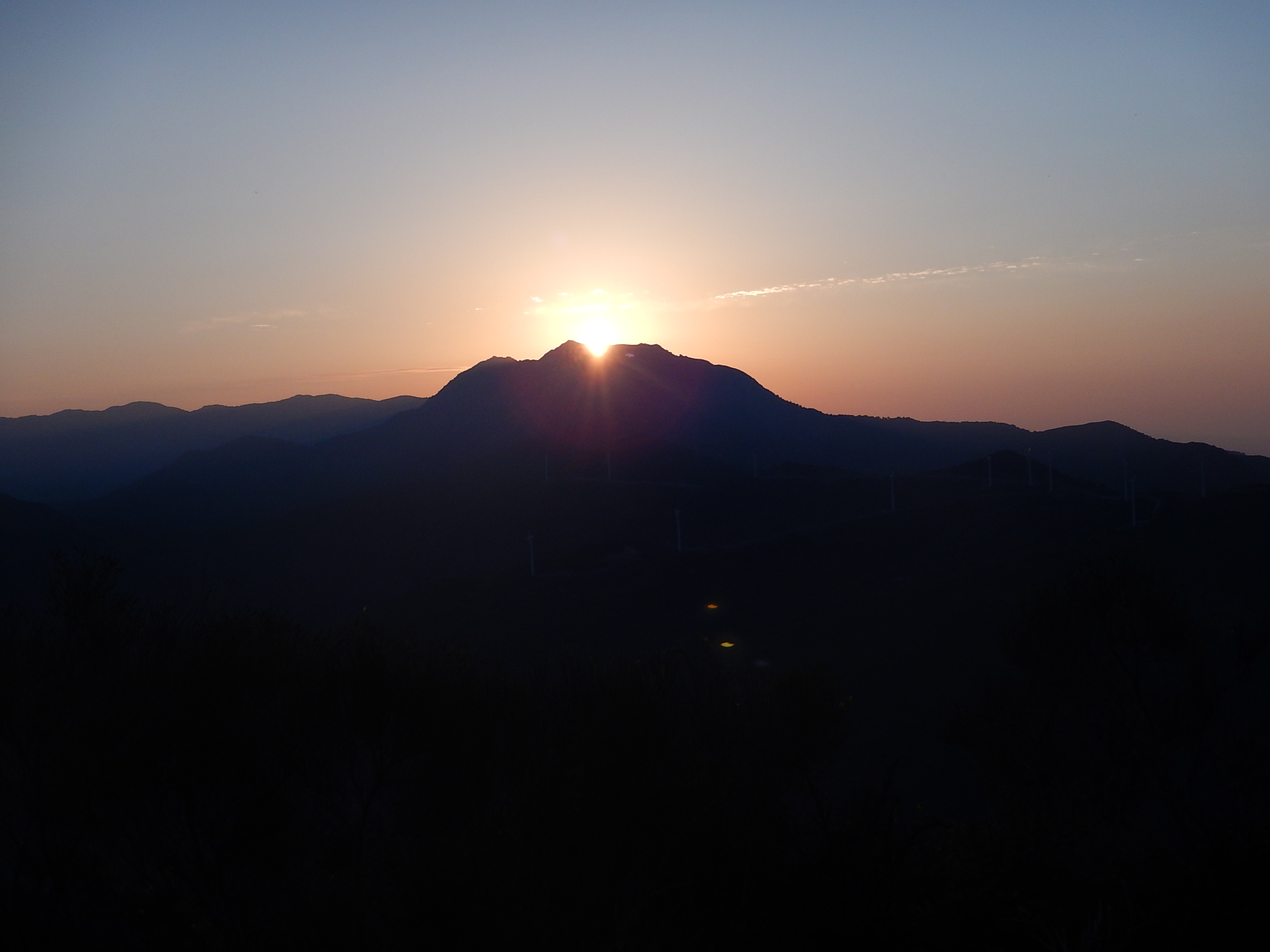
Восход над Montagna di Vernà, Фондакелли-Фантина Сицилия
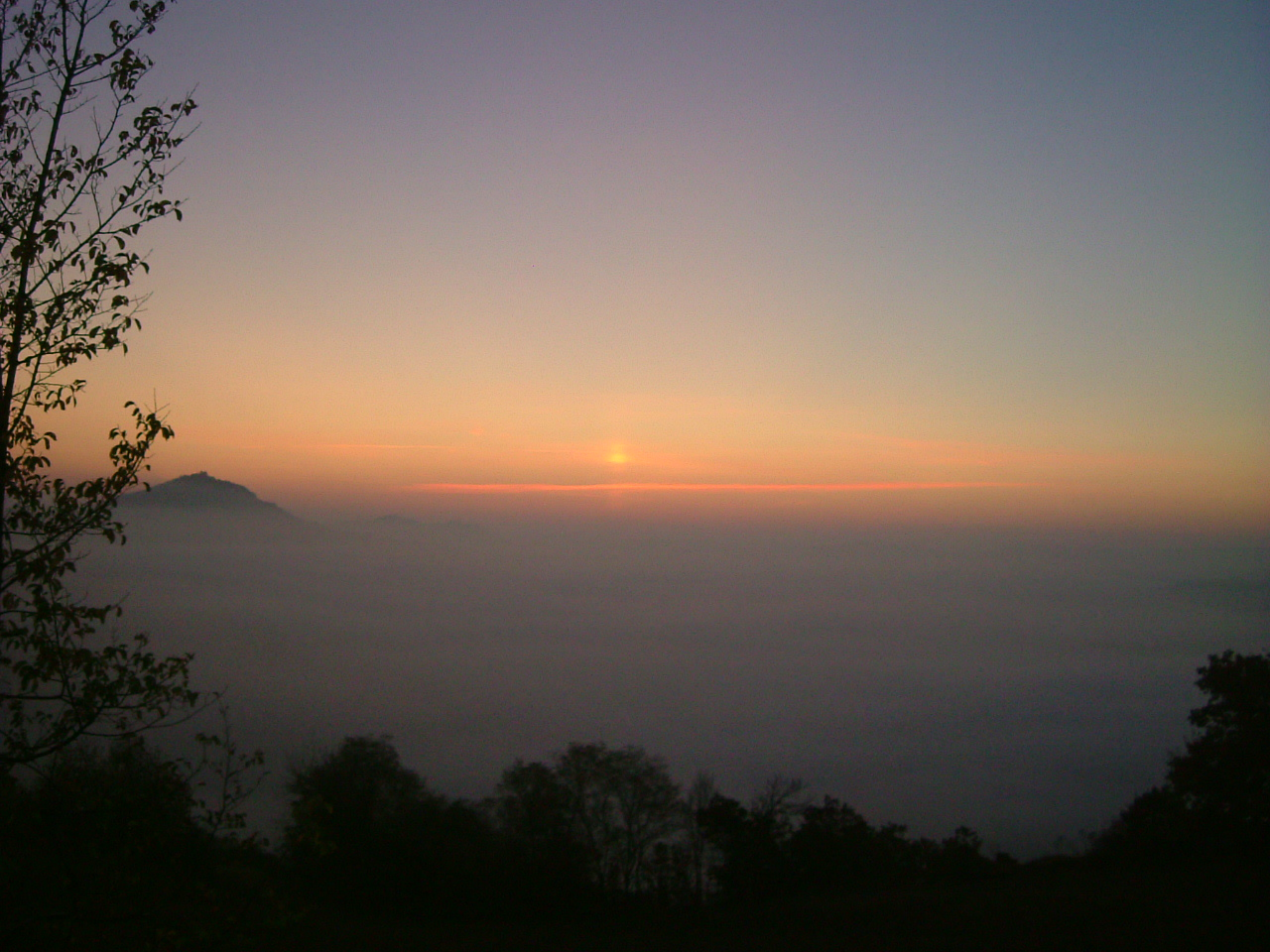
Ложный восход солнца, особый вид паргелия
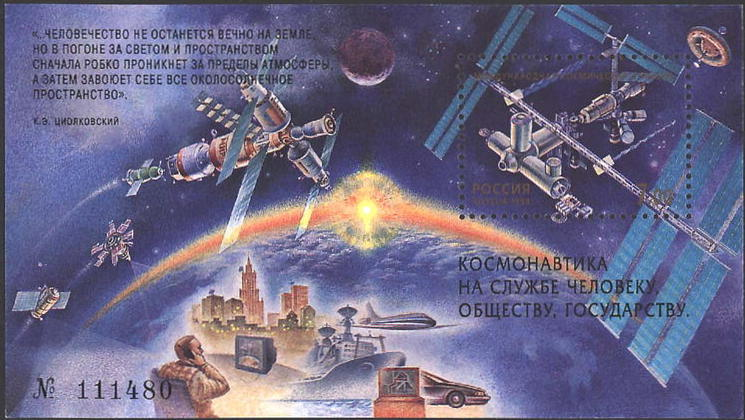
Восход Солнца при наблюдении с борта космического корабля на почтовом блоке России 1999 года (ЦФА [АО «Марка»] № 493)